# 圖利奧費布雷斯科爾德羅市

圖利奧費布雷斯科爾德羅市（西班牙語：Municipio Tulio Febres-Cordero），是委內瑞拉的一個市，位於該國西部梅里達州，首府設於新玻利維亞，始建於1988年，面積787平方公里，2013年人口41,185，人口密度每平方公里52.33人。